# Millennium Tower (Rotterdam)
Millennium Tower è un grattacielo situato a Rotterdam, nei Paesi Bassi.
Dotato di 35 piani e alto 130,8 m, fu costruito su progettato della WZMH Architects e AGS Architecten. Fu completato nel 2000 di fronte alla stazione centrale. Attualmente è ad uso misto, i primi 15 piani appartengono al Rotterdam Marriott Hotel, tra cui 2 ristoranti, l'altro piano viene utilizzato come ufficio. Al momento del suo completamento, la Millennium Tower era il secondo edificio più alto dei Paesi Bassi.